# 境長三郎
境 長三郎（さかい ちょうざぶろう、明治4年（1871年）10月 - 没年不詳）は、日本の検事。

## 経歴
佐賀県出身。1901年（明治34年）、東京帝国大学法科大学英法科を卒業し、司法官試補となる。名古屋区裁判所判事、岡崎区裁判所判事、福岡地方裁判所判事を歴任。1908年（明治41年）、統監府判事に転じ、京城地方裁判所部長となり、1910年（明治43年）からは朝鮮総督府検事となり、京城地方法院検事、高等法院検事、京城地方法院検事正、大邱覆審法院検事長、京城覆審法院検事長を経て、1932年（昭和7年）に高等法院検事長に就任した。